# 阿波研造
阿波 研造（あわ けんぞう、1880年4月4日 - 1939年3月1日）は、日本の弓術家。弓聖と称えられる。

## 経歴
宮城県桃生郡大川村（現在の石巻市）に、麹屋を営む佐藤家の長男として生まれる。小学校卒業後、18歳で漢学の私塾を開き、20歳で石巻の麹屋・阿波家の入り婿となり、家督を継ぐ。21歳で石巻の旧藩士で堂射系の日置流雪荷派の木村辰五郎時隆に師事して弓術を始める。2年ほどで木村に免許皆伝を受け、23歳で自宅近くに自身の道場を開設、30歳のとき、仙台に出て道場を開く。1910年、木村時隆に代わり、第二高等学校の弓道師範を勤める。このころは的中を重視した弓を指導していた。
1913年、東大弓術部師範の本多利實に師事し、日置流尾州竹林派弓術を伝授される（竹林派の流祖は僧侶であったことから、この派の教えには仏教の影響が色濃い）。1917年には大日本武徳会演武大会で、近的二射、遠的五射、金的、以上全皆中で特選一等、日本一の栄誉を得、翌1918年には武徳会から弓道教士の称号を授与される。
徐々にそれまでの自分の弓に疑問を持ち始め、「人間学を修める行としての弓」を追求し始め、嘉納治五郎の「柔術から柔道へ」をヒントに「弓術から射道へ」を提唱し始める。41歳のとき、天啓のような神秘的な一射を体験し、「一射絶命」「射裡見性」を唱え始める。
1926年に同じ本多門下の大平善蔵も「射禅見性」を唱えて「大日本射覚院」を設立し、阿波も参加を求められたが断り、1927年に自ら「大日本射道教（大射道教）」を開く。同年、大日本武徳会から弓道範士を授与される。1939年病没。墓所は石巻市称法寺。

## 門弟
代表的な門弟を記す。
- 神永政吉 - 阿波研造の没後に大日本射道教の教主となった。
- 安沢平次郎
- 中野慶吉 - 1974年に全日本弓道連盟会長に就任する。
- 吉田能安 - 正法流を起こす。
- オイゲン・ヘリゲル

## 人物
術（テクニック）としての弓を否定し、道（精神修養）としての弓を探求する宗教的な素養が強かった。目を殆ど閉じた状態で弓を絞ると、的が自分に近づいてきて、やがて一体化する。そこで矢を放つと「狙わずに中てる」ことが可能になるというのである。『弓と禅』では、オイゲン・ヘリゲルを始めとする弟子達の前で、殆ど目を閉じた状態で放射している（オイゲンが筋肉を触ったところ、筋肉にも力が入っていなかったと証言を記している）。無影心月流の梅路見鸞と交流があった。
自身、大射道教という流派を興し、その精神を「一射絶命」という言葉で表している。
阿波研造の言葉
的と私が一体になるならば、矢は有と非有の不動の中心にある。
射は術ではない。的中は我が心を射抜き、仏陀に到る。

## エピソード
「心で射る弓」弓禅一如の体現者として、阿波研造には以下のようなエピソードがある。
ドイツ人哲学者オイゲン・ヘリゲルは、日本文化の研究のため弓術を研究することにし、阿波に弟子入りした。しかし、狙わずに中てる事という阿波の教えは合理的な西洋人哲学者に納得できるものではなく、ヘリゲルは本当にそんなことができるのかと師に疑問をぶつけた。阿波は、納得できないならば夜9時に自宅に来るよう、ヘリゲルを招いた。
真っ暗な自宅道場で一本の蚊取線香に火を灯し、三寸的の前に立てる。線香の灯が暗闇の中にゆらめくのみで、的は当然見えない。
そのような状態で、阿波は矢を二本放つ。一本目は、的の真ん中に命中した。二本目は、一本目の矢の筈に中たり、その矢を引き裂いていた。暗闇でも炸裂音で的に当たったことがわかったと、オイゲンは『弓と禅』において語っている。二本目の状態は、垜（あづち）側の明かりをつけて判明した。
この時、阿波は、「先に当たった甲矢は大した事がない。数十年馴染んでいる垜（あづち）だから的がどこにあるか知っていたと思うでしょう、しかし、甲矢に当たった乙矢･･･これをどう考えられますか」とオイゲンに語った（オイゲン・ヘリゲル著『弓と禅』より）。
ヘリゲルはこの出来事に感銘を受け（矢を別々に抜くに忍びず的と一緒に持ち帰り）、弓の修行に邁進し、後に五段を習得している。

## 弓道と禅
弓道の歴史においては、神道や儒教、真言密教などの教えが強く、禅との関係が言われたのは、大正後期から昭和初期にかけて、大平善蔵、阿波研造、梅路見鸞らによってである。阿波は禅的な用語を使うが、教えそのものは「自然な離れ」、「弓身一如」、「正射必中」を徹底して実践することであった。「弓禅一味」の思想を最も先鋭に打ち出したのは、梅路見鸞である。